# 베이징 지하철 9호선
베이징 지하철 9호선(중국어: 北京地铁9号线)은 베이징 지하철의 노선이다.

## 개요
- 2011년 12월 31일에 먼저 궈궁좡역과 서베이징 역 구간이 개통되었다.
- 2012년 10월 12일에는 펑타이둥다제역이 추가로 개통되었다.[1]
- 2012년 12월 30일에 서베이징역에서 국가도서관역까지의 구간이 개통되었다.
- 2013년 12월 21일에는 군사박물관역이 추가로 개통되었다.

## 역 일람
| 역명 한국어   | 역명 중국어 | 환승                   | 버스 환승 |  |
|               |             |                        | |  |
| 국가도서관    | 国家图书馆  | ■ 베이징 지하철 4호선  | 86 92 332 563 588 653 658 695 697 717 特4 特6 特18 特19 夜8 运通105 运通106 |  |
| 바이스차오 남 | 白石桥南    | ■ 베이징 지하철 6호선  | 27 61 86 92 114 118 653 693 701 717 特6 特18 夜3 |  |
| 바이두이쯔    | 白堆子      |                        | 10 56 61 92 121 603 612 BRT4(快速公交4) 夜13 运通106 |  |
| 군사박물관    | 军事博物馆  | ■ 베이징 지하철 1호선  | 1 21 40 52 65 68 78 85 94 99 308 320 414 特18 夜1 夜5 夜8 |  |
| 베이징 서역   | 北京西站    | ■ 베이징 지하철 7호선  | 3 9 21 40 50 52 53 65 67 89 96 109 122 309 349 373 374 387 410 414 616 661 662 663 673 694 741 820 821 840 843 890 901快 941 941快 982 997 特2 特6 特13 特14 特17 特18 特19 夜5 夜8 夜14 夜15 夜22 夜23 夜36 运通102 专3 |  |
| 류리차오둥    | 六里桥东    |                        | 6 38 57 74 76 133 309 321 349 390 477 691 820 821 831 832 835 835快 836 837 837快 838 838高碑店班车 890 917快 941 941快 982 特7 夜7 运通120 专3                                                                          |  |
| 류리차오      | 六里桥      | ■ 베이징 지하철 10호선 | 50 57 309 477 568 941 941快 982 运通201 |  |
| 치리좡        | 七里庄      | ■ 베이징 지하철 14호선 | 77 83 323 335 458 477 480 483 531 830 839 840 896 958 969 973 978 998 特7 特9 夜16 夜36 |  |
| 펑타이둥다제  | 丰台东大街  |                        | 335 349 395 459 477 678 845 912 夜16 |  |
| 펑타이난루    | 丰台南路    |                        | 351 353 602 627 691 692 736 845 夜7 |  |
| 커이루        | 科怡路      |                        | 83 694 特7 |  |
| 펑타이 과기원 | 丰台科技园  |                        | 470 |  |
| 궈궁좡        | 郭公庄      | ■팡산 선               | 470 |  |
|               |             |                        | |  |

## 역사
- 2011년 12월 31일 : 베이징 서역에서 궈궁좡역까지 개통.
- 2012년 12월 30일 : 국가도서관역에서 베이징 서역까지 개통.

## 같이 보기
- 베이징 지하철